# 가나스기촌
가나스기촌(金杉村)은 사이타마현의 남동부, 기타카쓰시카군에 속했던 촌이다.

## 역사
- 1889년 4월 1일 - 정촌제 시행으로 나카카쓰시카군 가나스기촌(金杉村)이 성립하였다.
- 1896년 3월 29일 - 나카카쓰시카군과 기타카쓰시카군이 통합해, 기타카쓰시카군이 되었다.
- 1955년 4월 20일 - 기타카쓰시카군 마쓰부시료촌과 합병하여 새로운 마쓰부시료촌이 되었다.